# Амон Гет
Амон Леопольд Ґет (нім. Amon Leopold Göth 11 грудня 1908, Відень, Австро-Угорщина — 13 вересня 1946, Краків, Польська Респубілка) — австрійський діяч Нацистської Німеччини, гауптштурмфюрер СС і комендант нацистського концентраційного табору у Плашуві (Генерал-губернаторство) (територія Польщі). Військовий злочинець, особисто вбив не менше півтисячі в'язнів.
Після війни, він постав перед Верховним національним трибуналом в Кракові, йому були предявлено звинувачення у віданні наказів про арешти, катування та винищення певних осіб та групи людей. Він також був засуджений за вбивство, перше таке засудження на суді над військовими злочинами, за «особисте вбивство, калічення та катування значної, хоча й невстановленої кількості людей». Був страчений через повішення неподалік біля колишнього місця концтабору у Плашуві.
З'являвся у фільмі Список Шиндлера, де його зіграв британський актор Рейф Файнз.

## Рання кар'єра
Народився у Відні, столиці Австро-Угорщини в сім'ї друкаря. Після закінчення школи вступив до Віденського університету. У 17 років, приєднався до Нацистської молодіжної групи та був членом антисемітської націоналістичної парамілітарної групи Heimwehr з 1927 по 1930 роки. У 22 роки Ґьот вступив до австрійського віділення Нацистської партії. У 1930 він отримав партійний номер 510764 і одночасно з цим вступив до лав австрійських СС, ставши рядовим СС під номером 43673 та отримавши військове звання Манн.
На початку 1933, рятуючись від переслідування влади, нелегально перейшов австро-німецький кордон, а потім став кур'єром між Мюнхеном і Віднем, переправляючи до Австрії гроші, обладнання та інструкції. Учасник вбивства канцлера Австрії Е. Дольфуса у 1934 році. Був заарештований поліцією, але зумів втекти у Мюнхен, де деякий час працював у газеті. Про ранню діяльність Ґьота в СС відомо небагато, оскільки до аншлюса Австрії нацистською Німеччиною у 1938 австрійські СС були нелегальною підпільною організацією. Між 1932 і 1936 роками Ґьот був членом роти загальних СС у Відні та у 1937 піднявся у званні до унтершарфюрера СС. Між 1938 і 1941 роками він був членом 11-го полку SS-Standarte у Відні. 14 липня 1941 він отримав звання унтерштурмфюрера СС.

## Плашув

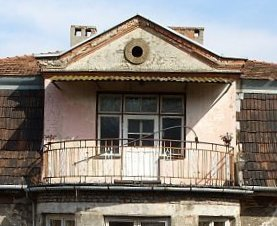
Балкон вілли Амона Ґьота у Плашуві з якого він стріляв в ув'язнених. 2008 р.

У серпні 1942 року Ґьот покинув Відень, щоб приєднатися до команди бригаденфюрера СС Оділо Глобочника, голови поліції та військ СС Кракова. Він став офіцером військ СС в службі концентраційних таборів і 11 лютого 1943 отримав наказ побудувати і очолити примусовий трудовий табір у Плашуві. На будівлю табору за допомогою рабської праці пішов один місяць. 13 березня 1943 після ліквідації єврейського гетто у Кракові його мешканці були переселені в цей новий робочий табір. При переселенні загинуло близько двох тисяч чоловік. На суді трибуналу Ґьоту було пред'явлено обвинувачення в тому, що він особисто розстрілював людей в ході переселення.
3 вересня 1943 Амон Ґьот отримав наказ ліквідувати гетто в м. Тарнів, число убитих при евакуації невідомо. 3 лютого 1944 Ґьот ліквідував концентраційний табір у Шебні, наказавши вбивати ув'язнених на місці або відправляти їх в інші табори, загинуло кілька тисяч осіб.
20 квітня 1944 Амон Ґьот отримав звання гауптштурмфюрера СС, таким чином, перескочивши через звання оберштурмфюрера. Він також став офіцером військ СС. Його діяльність на посаді коменданта Плашува продовжувалася під прямим управлінням Відділу економіки та адміністрації СС.
Амон Ґьот твердо вірив у те, що євреї повинні відшкодовувати витрати по їх знищенню. 11 травня 1942 гестапо віддало наказ євреям невеликого міста Щебжешин сплатити 2 тис. золотих і 3 кілограми кави за боєприпаси, витрачені на вбивства євреїв. Амон Ґьот був з садистськими нахилами, він любив нацьковувати свою собаку на ув'язнених. У Плашуві Амон Ґьот щодня катував і вбивав ув'язнених. За час, проведений у Плашуві, він особисто застрелив понад 500 євреїв. Польдек Пфефферберг, один з євреїв, врятованих Оскаром Шиндлером, заявив: «Коли ви бачите Ґьота, ви бачите Смерть». Однак він пощадив життя єврейської ув'язненої Наталі Хюблер та її сестри, послухавши, як Наталя зіграла ноктюрн Шопена на піаніно через день після її прибуття в табір Плашув.

## Подальша кар'єра

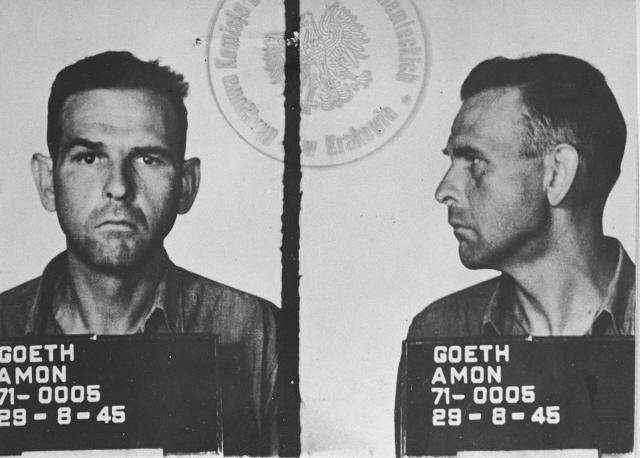
Ґьот в 1945 році, після затримання

13 вересня 1944 Амон Ґьот залишив пост коменданта Плашува і був переведений у відділ економіки та адміністрації СС. У листопаді 1944 року, незабаром після переведення, Амон Ґьот був звинувачений в розкраданні єврейської власності (яка за нацистськими законами належала Рейху) і був заарештований гестапо. Він був внесений до списку справ судді СС Георга Конрада Моргена, але в зв'язку з наближенням поразки Німеччини у війні трибунал так і не був зібраний, і звинувачення з нього були зняті. Наступне призначення Амон Ґьот отримав у Бад-Тельц, де він був обстежений лікарями СС у зв'язку з його душевною хворобою і діабетом. Він був відправлений до санаторію, де в травні 1945 року був арештований американськими військами. Незадовго до арешту було заявлено, що він отримав звання штурмбанфюрера СС. У деяких документах його наступних допитів він записаний як «СС-майор Ґьот». Рудольф Гесс також дотримувався думки про те, що Ґьот був підвищений у званні, і, даючи свідчення на суді над Ґьотом, заявив, що той був майором CC в службі концентраційних таборів. Службові записи Ґьота, однак, це спростовують, більшість текстів згадує про нього як про гауптштурмфюрера CC, що відповідає званню капітана.

## Страта
Після війни, він був екстрадований до Польщі, де Національний Верховний трибунал в Кракові визнав Ґьота винним у членстві в Нацистській партії (яка була проголошена злочинною організацією), вбивстві десятків тисяч людей, виданні наказів про арешт, катування та вбиства осіб та груп людей. 13 вересня 1946 у віці 37 років Ґьот був повішений недалеко від колишнього табору Плашув. Кат двічі помилився в розрахунку необхідної довжини мотузки і успішно повісив Ґьота лише з третьої спроби. Перед смертю Ґьот вигукнув нацистське вітання «Хайль Гітлер!». Його тіло було кременоване і попил був викинутий в річку Вісла.

## Звання СС
- СС-Манн (1930)
- Шарфюрер СС (середина 1935)
- Обершарфюрер СС (1941)
- Унтерштурмфюрер СС (14 липня 1941)
- Гауптштурмфюрер СС (1 серпня 1943)
- Гауптштурмфюрер резерву військ СС (20 квітня 1944)

## Нагороди гауптштурмфюрера СС Ґьота
- Медаль «У пам'ять 13 березня 1938 року»
- Німецька імперська відзнака за фізичну підготовку у сріблі
- Йольський свічник
- Почесний кут старих бійців

## Пам'ять
У 2002 році дочка Ґьота Моніка опублікувала в Німеччині книгу-інтерв'ю «Ich muß doch meinen Vater lieben, oder?» («Я повинна любити свого батька, чи не так?»). Дочка Ґьота пише, що її мати пишалася своїм чоловіком до того, як дізналася про його роль у Голокості, і в 80-х після інтерв'ю покінчила з собою. У 2008 році вийшов документальний фільм режисера Джеймса Молла (James Moll), в якому описуються зусилля дочки Ґьота у дослідженні минулого свого батька і наводяться свідчення Олени Йонас, однієї з рабинь Ґьота на його віллі. По цих подіях, про які багато розповідав польський єврей колишній в'язень Плашува Польдек Пфефферберг, австралійський письменник Томас Кенеллі у 1982 написав книгу «Ковчег Шиндлера», яка була удостоєна Букеровської премії. Діяльність Ґьота у трудовому таборі Плашув отримала всесвітню відомість після виходу в світ фільму «Список Шиндлера». Рейф Файнс, виконавець ролі Ґьота, заслужив номінацію на премію Американської Кіноакадемії в категорії «Найкраща чоловіча роль другого плану» і отримав нагороду BAFTA. Американський інститут кіномистецтва помістив Файнса на 15-е місце у списку 50 кінолиходіїв всіх часів. При перегляді фільму Міла Пфефферберг, одна з живих до того часу «єврейок Шиндлера», була вражена тим, наскільки Файнс при всіх регаліях гауптштурмфюрера СС нагадав їй справжнього Ґьота. Фільм не показує всіх злочинів Ґьота.